# ОШ Десанка Максимовић Грделица
ОШ „Десанка Максимовић” у Грделици, једна је од установа основног образовања на територији града Лесковца.